# Gallivespianer
Gallivespianere er et fiktivt folk i Philip Pullmans trilogi om Det gyldne kompas. Gallivespianere er en menneskelignende race fra et parallelt univers til vores og de bliver præsenteret i serien tredje del. De er meget små, ikke større end en mands håndsbredde. Som et forsvar for deres størrelse, har de sporer på bagsiden af deres hæle, der kan levere et giftstof, der i værste fald kan dræbe og mindst lamme eller give intens smerte. Denne gift skal have tid til at blive lavet inde i Gallivespianeren, så det bruges ikke så ofte. 
I Gallivespianernes univers, tjener de "store folk" (mennesker) Autoriteten og har gennem hele historien prøvet at tilintetgøre det "lille folk" (Gallivespianerne) i den tro, at de var dæmoniske. På grund af dette, har næsten alle Gallivespianere allieret sig med Lord Asriel i kampen mod Autoriteten og på grund af deres størrelse og fingerfærdighed med værktøj, er de i stand til at lave maskiner der kan give konstant kommunikation, der dog bliver mest brugt af spioner. Gallivespianere er stolte og arrogante af natur, som kompenserer for deres størrelse med deres massive egoer. De har det med at være lidt mistænksomme og de er gode spioner, kun på grund af deres størrelse.
Gallivespianerne bruger forskellige omhyggelig-avlede arter af guldsmede til transport. De tager arternes larver hovedsagelig med til deres klaner, som hurtigt vokser til en voksen guldsmed. Når guldsmeden møder sin rytter, vil den være lydig til sin død. Gallivespianere har selv en meget kort levetid og lever ikke mere end 10 år, hvis de er raske og sunde. 
I Ravkikkerten, er de mest sete Gallivespianere, spionerne Chevalier Tialys og Lady Salmakia. De bliver oprindelig sendt for at beskytte og vejlede Lyra og Will hen til Lord Asriel, men Lyra og Will har deres egne planer, og spionerne er magteløse overfor børnene, så længe Will har "Skyggernes kniv". Spionerne og børnene bliver dog til sidst venner og hjælper Will og Lyra på deres rejse. De eneste 2 navngivne Gallivespianere, der ellers bliver nævnt i bogen, er Lord Roke, der bestemmer over spionerne fra Lord Asriels tårn, der er den centrale fæstning for oprøret, og Madame Oxentiel, der overtager styringen efter Lord Rokes død. 